# Xylaria moliwensis
Xylaria moliwensis är en svampart som beskrevs av Læssøe 2002. Xylaria moliwensis ingår i släktet Xylaria och familjen kolkärnsvampar.   Inga underarter finns listade i Catalogue of Life.